# الفيل ستوك

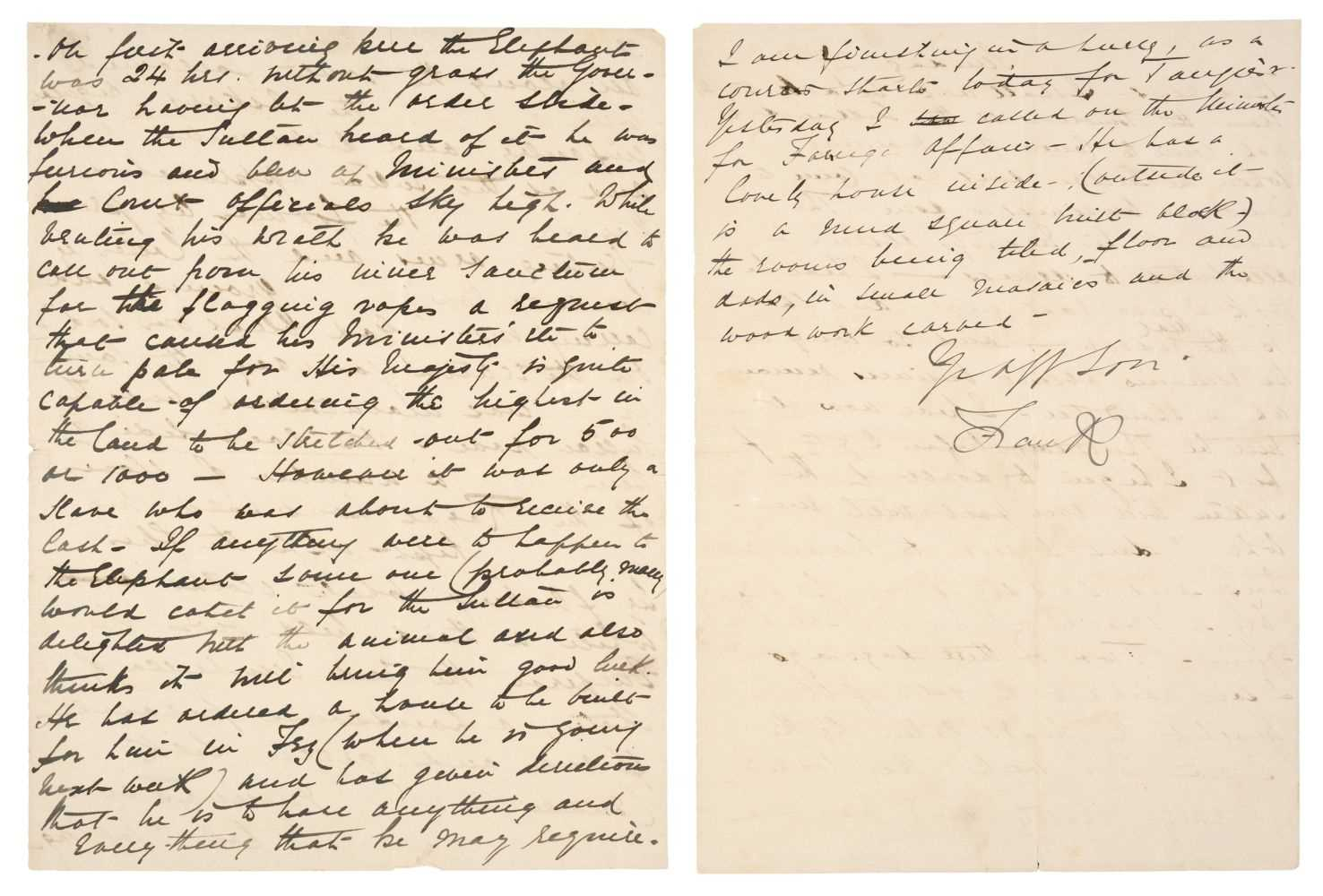
رسالتان بخط اليد موقعتان من الكابتن فرانسيس إنجلفيلد، بشأن تسليم فيل هندي اسمه ستوك، إلى سلطان المغرب، نيابة عن الملكة فيكتوريا

الفيل ستوك هو فيل هندي أهدته الملكة فيكتوريا إلى السلطان المغربي الحسن الأول عام 1890، في إطار تعزيز العلاقات الدبلوماسية بين المغرب وبريطانيا. وجرى نقله من الهند إلى المغرب عبر جبل طارق، حيث أثار دهشة السكان عند وصوله إلى طنجة، ثم فاس. ورغم الجهود التي بُذلت لترويضه، إلا أنه لم يتكيف مع البيئة المغربية، مما أدى إلى وفاته بعد بضع سنوات، ليظل رمزًا فريدًا للهدايا الدبلوماسية في القرن التاسع عشر.

## الهدية البريطانية
في دجنبر من عام 1890، وصلت هدية استثنائية من ملكة بريطانيا فيكتوريا، إلى السلطان المغربي مولاي الحسن الأول. تمثلت في فيل هندي ضخم. كانت هذه الهدية جزءًا من جهود تعزيز العلاقات بين المملكة المتحدة والمغرب في تلك الفترة، ورمزًا للود والصداقة بين البلدين. ويُعد هذا الفيل من أبرز الهدايا الملكية التي قُدمت في ذلك العصر، حيث كان يمثل شيئًا غير مألوف للمغاربة.
كان الفيل ضمن الغنائم التي تم إحضارها إلى الهند بعد غزو بورما، (ميانمار الحالية) وتم تقديم ستوك للسلطان المغربي عام 1891، وكان ينتمي إلى سلالة شهيرة تسمى الفيل الأبيض، رغم أنه لم يكن أبيض اللون وكان يحمل بقع قليلة من اللون البني الفاتح، على الجذع والرأس والأذنين، بحسب ما كُتب على بطاقة بريدية تحتوي على الهدية الغريبة، وقبل إرساله إلى البلاط المغربي، كان ستوك وغيره من الأفيال البورمية من الممتلكات الثمينة للملك ثيباو، آخر ملوك سلالة كونباونج في بورما وآخر ملك بورمي في تاريخ البلاد.
يصف مراسل إنجليزي وصول ستوك المهيب إلى طنجة في مقال نشر في 8 غشت 1891، موضحا أنه تم إرساله إلى المغرب عبر جبل طارق قبل أن يرسو في ميناء طنجة، وكان وصول هذا الوحش الغريب الذي لم يسبق للمغاربة أن رأوا مثيلا له، بمثابة مشهد مبهر لسكان المدينة.

## تحديات نقل الفيل الى فاس
لم يكن نقل الفيل من بريطانيا إلى المغرب بالأمر السهل، فقد واجهت العملية العديد من التحديات اللوجستية. حيث كانت المواصلات في المغرب في تلك الفترة محدودة، خاصة بين المدن الساحلية مثل طنجة والمدن الداخلية مثل فاس.وكانت الطرق أغلب الطرق غير مهيئة، علاوة عن غياب الجسور والقناطر الذي عقبة أمام حركة النقل. ولذلك، كلف السلطان الحسن الأول القائد محمد بن الطاهر البخاري والمهندس الحسين بن خلوق الأوديي، بالإضافة إلى هاري ماكلين، للبحث عن الطرق الأكثر سهولة لنقل الفيل.
كما ذكر الكاتب والصحفي الفرنسي فيكتور فيرنيي في كتابه الذي ترجمه الكاتب المغربي عثمان بن شقرون تحت اسم “منطقة طنجة الفريدة ومظاهرها المختلفة” بخصوص هذا الفيل عند وصوله إلى فاس أن هذا الفيل “عاد بعد هروبه من فاس إلى طنجة وحيدا مروعا الساكنة، الامر الذي كاد أن يتسبب في قطيعة ديبلوماسية”.

## إستقبال الفيل وإحتفاء الأدباء والفقهاء بالهدية

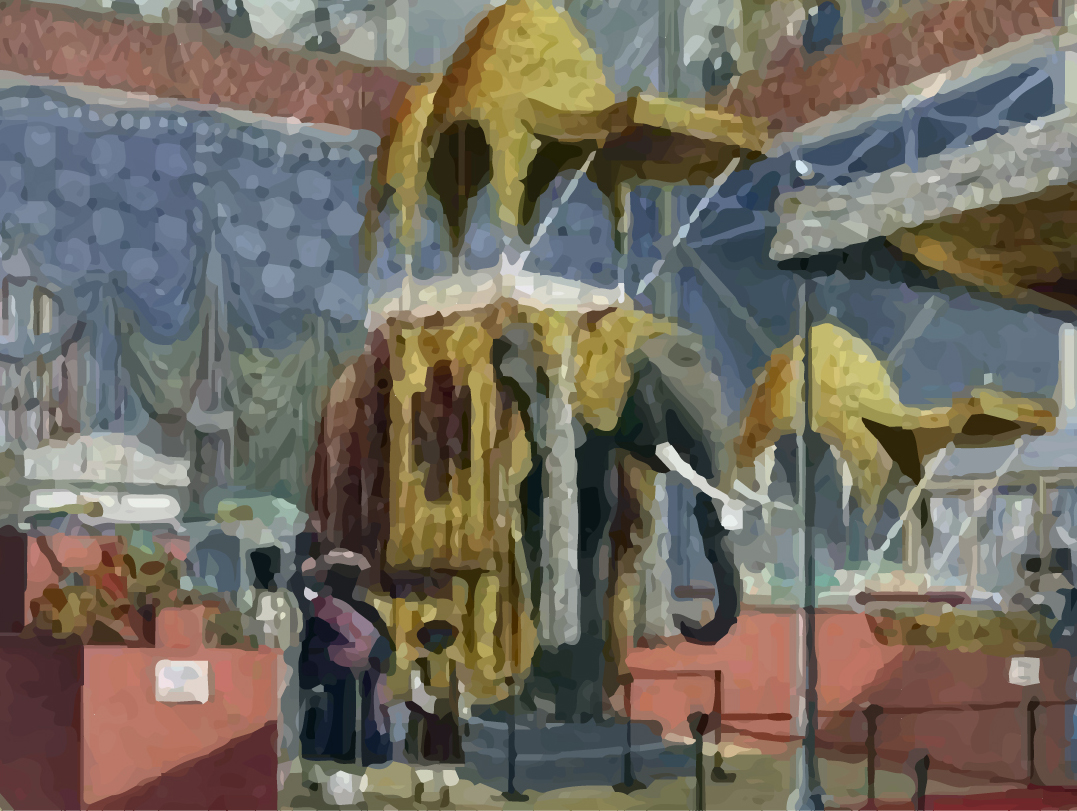
تصوير تخيلي لعملية نقل الفيل

وصل الفيل إلى طنجة في ديسمبر 1890، حيث رافقه القبطان إنكلفييلد ، نائب حاكم جبل طارق. وبعد وصوله إلى طنجة، تم تحضيره للانتقال إلى مدينة فاس عبر وسائل النقل المتاحة آنذاك، حيث كان في استقباله العديد من المسؤولين المغاربة. وكان هذا الحدث بمثابة بداية لمراسم استقبال فاخرة ومميزة، حيث اعتُبر الفيل "تحفة غريبة" و"خلقة عجيبة"، لم يعهدها أهل المغرب في ذلك الوقت.
عند وصول الفيل الى فاس كان في استقباله السلطان مولاي الحسن الأول ومجموعة من كبار المسؤولين والعلماء. وقد أثار الفيل إعجاب الجميع، وكان موضوعًا لعدد من المؤلفات الأدبية والفقهية. فقد كتب الفقهاء والأدباء العديد من الرسائل والأشعار التي تتغنى بالفيل، مشيدين بحجمه الضخم وفخامته. من أبرز هذه المؤلفات كانت رسالة بن عبد الواحد ابن الماز بعنوان "النفايس الإبريزية في هدية الفيل الوافد من فخامة الحضرة النجليزية"، وكذلك في رسالة محمد بن علي الدكالي "السراج الوهاج والكوكب المنير، من سنا صاحب التاج مولانا الأمير".
كما كتب قاضي مكناس، خليل بن صالح الخالدي، مقامة وصف فيها الفيل بأسلوب أدبي بديع، مشيرًا إلى عظمته وجماله، بينما تناول الطاهر بن أحمد البلغيثي هذا الحدث في رسالة بعنوان "رسالة الدرر السنية في الهدية الفيلية الواردة من فخيم الحضرة الإنجليزية"، مبرزًا دلالات الهبة الملكية.

## محاولات ترويض الفيل وتحدياته
ورغم الاحتفال الكبير الذي صاحب وصول الفيل، إلا أنه سرعان ما ظهرت بعض المشكلات المتعلقة بالحيوان. فالفيل لم يكن قادرًا على التكيف مع المناخ المغربي، مما أدى إلى تدهور حالته الصحية بشكل سريع. وقد توفي الفيل في أواخر عام 1893 نتيجة مرض غامض، يعتقد أنه كان بسبب عدم توافقه مع البيئة الجوية للمغرب، وبعد وفاة الفيل، عبّر الكثير من سكان المناطق التي مر بها عن ارتياحهم، خاصة بعد الأضرار التي ألحقها الفيل بالحقول الزراعية. فقد كان يتسبب في تدمير الأشجار والمزروعات، مما دفع الفلاحين إلى تقديم شكاوى للسلطان. كما قيل إن الفيل كان يشكل عبئًا اقتصاديًا على السكان بسبب تكاليف العناية به وإطعامه.
كما أثار الكثير من الجدل في مدينة فاس بين سكانها والمقربين من البلاط الملكي بسبب الميزانية الضخمة التي خصصت للعناية به، حيث ان السلطان الحسن الأول كلف سائسين هنديين لتدريبه. وقد تم منحهم مكافآت سخية من السلطان، شملت 200 ريال بالإضافة إلى الزاد والمركوب. ورغم محاولات الترويض، إلا أن الفيل لم يستمر طويلاً في المغرب.
لتظل قصة الفيل الذي أهدته الملكة فيكتوريا إلى السلطان الحسن الأول واحدة من أبرز الفصول في تاريخ العلاقات الدبلوماسية بين المغرب وبريطانيا في تلك الحقبة. كما تمثل حدثًا ثقافيًا وفنيًا هامًا في تاريخ المغرب، حيث جمع بين الدبلوماسية والاهتمام الأدبي والثقافي في الوقت ذاته.